# LOVE (HOUND DOGのアルバム)
『LOVE』（ラヴ）は、HOUND DOGが1986年12月21日にリリースした8枚目のオリジナル・アルバム。

## 解説
帯に書かれたコピーは「闘いの場所はいつも新しい。俺達はROCKに愛を告げた。見えない明日を視つめて進撃する6人の戦士達HOUND DOG渾身の10thアルバム。」
ここで10thとなっている理由は、2枚のライブ・アルバム『ROLL OVER TOUR TOKYO』と『STEPPING WOLF 狼と踊れ』を含めて数えているため。
LPとCDで、ジャケットの配色が違う（LPは青色でCDが緑色）。

## 収録曲
作詞：大友康平、作曲・全編曲：蓑輪単志（特記以外）
1. DIAMOND EYES　[5:01]
  - 作詞：松尾由紀夫
  - 1985年8月10日に行われた、所謂「雨の西武球場」ライヴの事を歌った曲。
  - 1987年6月21日にリカットされた。
2. OUTSIDER　[3:43]
3. CHRISTY　[4:49]
  - 作曲：八島順一
  - 「DIAMOND EYES」のB面曲。
4. MISS YOU　[4:07]
5. LONG WAY HOME　[5:07]
  - 作詞：松井五郎
  - 「ROCKS」のB面曲。
6. BLACK RAIN　[5:51]
  - 作詞：松井五郎
  - 作曲：八島順一
7. ROCKS　[4:41]
  - 作詞：松尾由紀夫
  - 本作の先行シングルで1986年8月27日に発売された。
  - 2002年、テレビアニメ『NARUTO -ナルト-』の主題歌に使用された[3]。
8. AGAIN　[6:04]
  - 作詞：松井五郎
  - 作曲：八島順一
9. ROAD RUNNER　[4:20]
  - 作曲：八島順一

## ミュージシャン

### HOUND DOG
- 大友康平：リードボーカル
- 八島順一：ギター
- 西山毅：ギター
- 蓑輪単志：キーボード
- 鮫島秀樹：ベース
- 橋本章司：ドラム

### アディショナル・ミュージシャン
- 飛鳥ストリングス：ストリングス（8）